# フェラーリ・SF90
フェラーリ・SF90 (Ferrari SF90) は、スクーデリア・フェラーリが2019年のF1世界選手権参戦用に開発したフォーミュラ1カーである。
チーム創設90周年を迎えることから命名された。開発コードは「670」。

## 概要

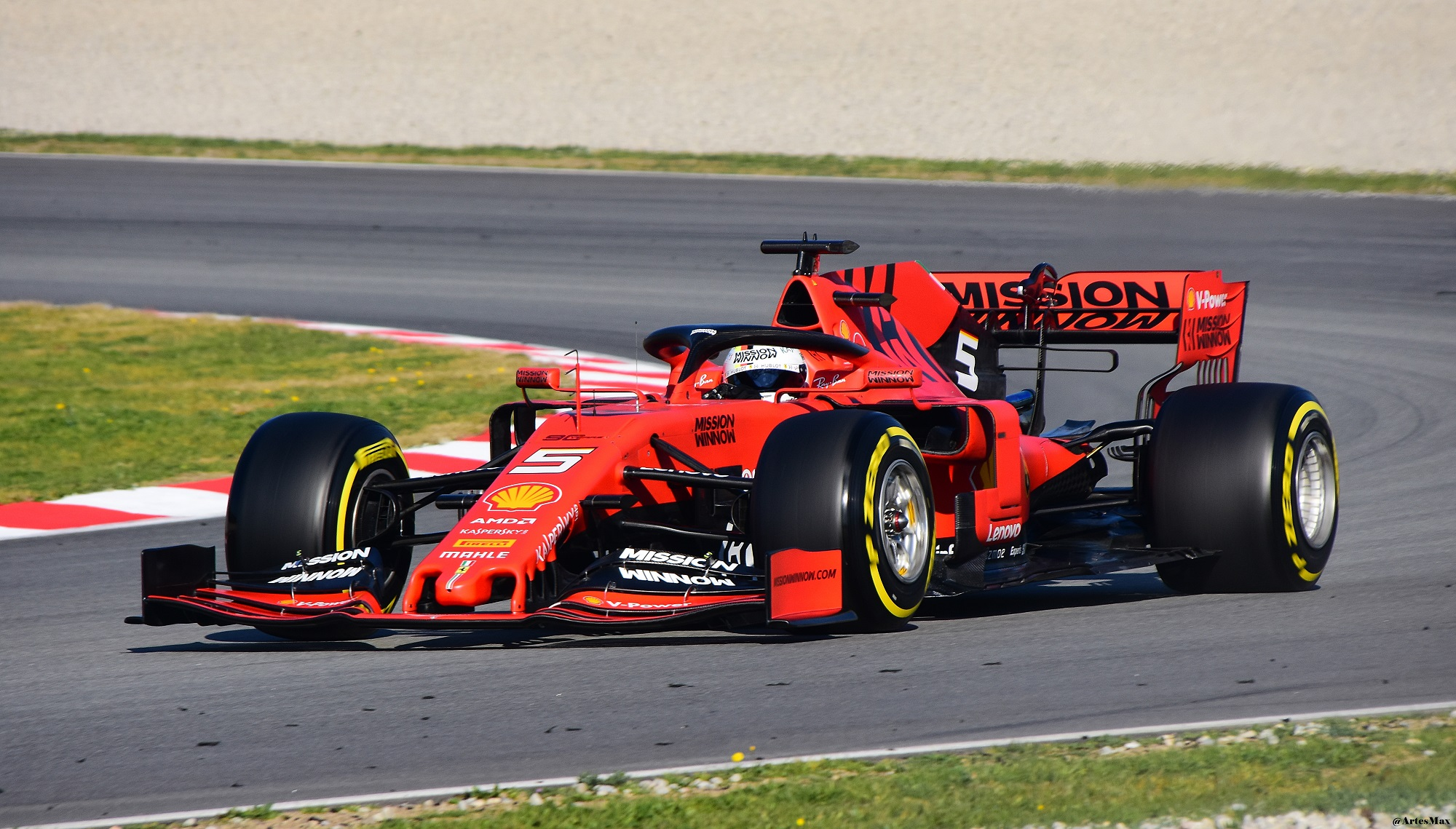
プレシーズンテストでのSF90（ドライバーはセバスチャン・ベッテル）。「Mission Winnow」のロゴが付いている。

2019年2月15日にマラネロで正式発表された。
伝統のイタリアンレッドはやや濃い赤となり、「数百グラムを軽量化する」ため光沢のないマット塗装になった。前年の日本GPから開始したスポンサーであるフィリップモリス社のプロジェクト「Mission Winnow（ミッション・ウィノウ）」のロゴが車体に黒く書かれた。だが、オーストラリアの保健省や欧州連合 (EU) からたばこ広告を禁止する法律に違反するという指摘があり、開幕戦オーストラリアGPはチーム名およびマシンのロゴから「Mission Winnow」の文字を削除し、チーム創設90周年を記念した特別カラーリングを施すことになった。第2戦バーレーンGP以降はチーム名およびマシンのロゴに「Mission Winnow」を復活させたが、タバコ規制の厳しい国で知られる第7戦カナダGPと第8戦フランスGPでは、開幕戦と同様の処置を実施。一方で「Mission Winnow」の使用に疑念を抱かれたことから、第9戦以降も問題ないことが確認されるまでの間、「Mission Winnow」を掲載しないエントリー内容に変更されたが、第17戦日本GPから「Mission Winnow」を復活させた。
エアロコンセプトは新レギュレーションに対応すべく大きく変更され、インダクションボックスの小型化、冷却系のサイズが大きくなったことに伴うサイドポッドの膨らみにより、低重心化を図っている。また、メディアから見たマシンコンセプトはアウトウォッシュの管理を重視したデザインと称されることもある。
パワーユニットの名称は「064」となった。
毎年マシンに女性的な名前を付けているセバスチャン・ベッテルは、同車を「Lina（リーナ）」と命名した。

## 2019年シーズン
ドライバーはセバスチャン・ベッテルが残留し、フェラーリ・ドライバー・アカデミー(FDA)出身のシャルル・ルクレールがザウバーから移籍した。また、チーム代表がマウリツィオ・アリバベーネからテクニカルディレクターを務めていたマッティア・ビノットに代わった。
プレシーズンテストでは、マシントラブルはあったものの、戦闘力という点ではメルセデスの一歩先を行く好調さを見せたことから、開幕戦オーストラリアGPまではタイトル争いの本命と目されていた。ところが、蓋を開けてみると開幕戦はメルセデス勢の後塵を拝したうえ、決勝ではレッドブルのマックス・フェルスタッペンにも抜かれて表彰台を逃す状況であり、ベッテルは無線で「僕たちはなんでこんなに遅いんだ？」とぼやいてしまうほどであった。この時点ではチームとしてはマシンバランスの調整に失敗、第三者は公道コースの特性に苦戦した説やタイヤ戦略のミスなどを挙げていた。
それを払しょくするかのように、第2戦バーレーンGPでは反撃し、予選はルクレールがポールポジション（PP）かつフェラーリ勢のフロントローを獲得。決勝もルクレールがレースを支配し、初優勝目前であったが、コントロールエレクトロニクス(CE)のトラブルで水泡に帰してしまった。ここから反撃が開始するかと思われたが、第5戦スペインGPにて前倒しで行ったPUと空力パッケージのアップデートをもってしても、メルセデス勢に勝ることがなかったことをきっかけに、今季のマシンに課題があることが露呈した。この結果を受け、ビノット代表は、マシンコンセプトが間違っていた可能性があると認め、この頃からマシン自体のダウンフォースやグリップの不足の問題があるという見方をされるようになった。
ただ、ドライバーがマシン特性に苦しんでいる面や低速サーキットかつダウンフォースが重要視されるハンガロリンクで行われた第12戦ハンガリーGPで2台とも優勝したハミルトンから1分以上の大差を付けられる結果となったように、コースレイアウトによってマシンの好不調が左右された面もあるが、シーズン前半は小さなミスやトラブルでチャンスを逃す場面が目立った。いくつかあるが、予選および決勝で起こした戦略ミス、第9戦オーストリアGP決勝のベッテルのピット作業のミスによるタイムロスなど、チーム側が起こしたミスによって優勝や表彰台に上がれるチャンスを失ったこともあった。戦略面については、マーク・ウェバーが最速のマシンを持っていないのと同様に、レース戦略が良くなかったために自らを苦しめていると指摘している
第2戦以降は見せ場がなかったが、第7戦カナダGPではベッテルがPPを獲得。ベッテルはメルセデスの追撃を振り切り、トップでチェッカーを受けたが、レース中に受けたタイムペナルティにより2位に降格（詳細は2019年カナダグランプリ参照）。また、第9戦オーストリアGPではルクレールが今季2度目のPPを獲得。この決勝はメルセデスが低調であり、ルクレールも快走していたが、フェルスタッペンの猛追を凌ぎ切れず逆転され、2位でフィニッシュ。第11戦ドイツGPでは予選のマシントラブルによって最後尾スタートを強いられたベッテルが2位表彰台獲得やルクレールの第7戦からの4戦連続表彰台獲得など、時折気を吐いたものの、シーズン前半は1勝も挙げずに終わった。
しかし、メルセデスチーム代表のトト・ヴォルフが高速サーキットでの速さを認めるコメントをしたように、シーズン前半でも高速サーキットに分類されるコースでは好走していた。そのため、メルセデス勢が警戒していた高速サーキットのスパ・フランコルシャンで行われた第13戦ベルギーGPとモンツァ・サーキットで行われた第14戦イタリアGPで反撃。第13戦はルクレールが3度目のPPかつフェラーリのフロントロー独占。同決勝でついにルクレールがF1初勝利をポールトゥーウィンで挙げた。そして、第14戦もルクレールが4度目のPPを獲得し、メルセデス勢からの追撃を振り切って2戦連続のポール・トゥ・ウィンを達成。2010年のフェルナンド・アロンソ以来9年ぶりのホームグランプリ勝利をもたらした。
そして、第15戦シンガポールGP。低速サーキットに分類されるため、下馬評では低迷すると思われており、チームもそれを考慮し、新しいフロントウイングを筆頭としたダウンフォース強化とエアフロー改善のためのアップデートを導入。苦戦を覚悟していたなか、それがうまく機能し、低速域での戦闘力改善に成功。その結果、予選の最終結果はルクレールの5度目のPPとなったが、ベッテルも3番手ながらも暫定PPのタイムを記録。決勝もその速さは衰えず、ベッテルがメルセデスに対抗すべくタイヤ交換後、ハイペースで走行した結果、トップのルクレールをアンダーカットする形となり逆転。最後までポジションを守りきり、今季初優勝を飾り、2008年以来のチームとしての3連勝となった。
だが、反撃は実質ここまでであり、第16戦ロシアGP以降はレース戦略やドライバー管理の迷走が深刻化。前半戦の段階で少なからず火種はあったが、特に第14戦の予選に関する戦略ミスをきっかけにチーム内の不協和音が増大。そして、第16戦ではチームオーダーに固執するあまりメルセデス勢の逆転を許すなど、チームの団結力の亀裂によって第17戦日本GP以降は失速(日本グランプリではベッテルが当時のコースレコードを記録したものの)。そのうえ、2018年後半からフェラーリのPUレギュレーション違反疑惑があったが、証拠が見つけられずグレーゾーンの状態となっていたが、第19戦アメリカGPでは、PUの規定に関して他チームから追加の検証を求められたことを受け、それに基づいた技術指令書が発行された。その結果、チーム側はダウンフォースを多めにセッティングした結果と主張するものの、後半戦で猛威を振るったスピードが嘘のように失われ、突然精彩を欠く形となった。さらに第20戦ブラジルGPでドライバーの同士討ちを引き起こしてしまい、メルセデスを追撃するチャンスを自ら捨て去る形となった。
サマーブレイク期間中の取材にて、ビノット代表は今までの結果から今季はダウンフォースの重要性を甘く見たマシン開発をしてしまったとコメントしたようにマシンコンセプトの変更が裏目に出て前半戦の不振を招いた。それをふまえても前年に比べドライバー管理の失策や第16戦のように勝負所での戦略ミスによって自滅。結果だけ見れば、今季のマシンが迷走を招いた責が大きいが、前年同様、チーム側のミスで反撃するチャンスを失ったことも少なくなかった。
成績自体もポールポジションこそ計9回と予選での一発の速さは前年を上回ったが、それ以外は減少。勝利数は後半戦の3連勝のみとなった。だが、今季問題となったのは、マシン特性の問題より度々指摘されているチーム運営に関する課題であり、その課題が改めて露呈したシーズンでもあった。

## スペック

### シャシー
- シャシー名：SF90
- モノコック：カーボンファイバー/ハニカムコンポジット構造、コクピット保護デバイス「Halo」
- ギアボックス：フェラーリ 縦置きギアボックス（8速＋リバース1速）
- ディファレンシャル：サーボ制御式油圧リミテッドスリップディファレンシャル
- トランスミッション：セミオートマチック・シーケンシャル電子制御（クイックシフト）
- ブレーキ：ブレンボ ベンチレーテッド式カーボンファイバーディスクブレーキ（前後）、ブレーキ・バイ・ワイヤ・リアブレーキ
- フロントサスペンション：プッシュロッド式トーションスプリング
- リアサスペンション：プルロッド式トーションスプリング
- 重量：743kg（ドライバー、オイル、冷却剤含む）
- ホイール：O・Z 13インチ（前後）
- タイヤ：ピレリ P-Zero

### エンジン
- エンジン名：フェラーリ 064
- 排気量：1,600cc
- 最高回転数 15,000rpm(レギュレーションで規定)
- ターボチャージャー：シングルターボ
- 燃料最大流量：100kg/h
- 燃料容量：110kg
- 気筒数・角度：V型6気筒・90度
- 口径：80mm
- ストローク：53mm
- バルブ数：24
- 燃料噴射方式：直噴（500bar）
- 燃料：シェル V-Power[40]

### ERS システム
- バッテリー出力：4MJ（1周あたり）
- MGU-K 出力：120kW
- MGU-K 最高回転数：50,000rpm
- MGU-H 最高回転数：125,000rpm

## 記録
- シャルル・ルクレール - 264点（ドライバーズランキング4位）、優勝2回、PP7回、FL4回
- セバスチャン・ベッテル - 240点（同5位）、優勝1回、PP2回、FL2回

| 年   | No. | ドライバー | 1   | 2   | 3   | 4   | 5   | 6   | 7   | 8   | 9   | 10  | 11  | 12  | 13  | 14  | 15  | 16  | 17  | 18  | 19  | 20  | 21  | ポイント | ランキング |
| 年   | No. | ドライバー | AUS | BHR | CHN | AZE | ESP | MON | CAN | FRA | AUT | GBR | GER | HUN | BEL | ITA | SIN | RUS | JPN | MEX | USA | BRA | ABU | ポイント | ランキング |
| ---- | --- | ---------- | --- | --- | --- | --- | --- | --- | --- | --- | --- | --- | --- | --- | --- | --- | --- | --- | --- | --- | --- | --- | --- | -------- | ---------- |
| 2019 | 5   | ベッテル   | 4   | 5   | 3   | 3   | 4   | 2   | 2   | 5   | 4   | 16  | 2   | 3   | 4   | 13  | 1   | Ret | 2   | 2   | Ret | 17† | 5   | 504      | 2位        |
| 2019 | 16  | ルクレール | 5   | 3   | 5   | 5   | 5   | Ret | 3   | 3   | 2   | 3   | Ret | 4   | 1   | 1   | 2   | 3   | 6   | 4   | 4   | 18† | 3   | 504      | 2位        |

- 太字はポールポジション、斜字はファステストラップ（key）
- † 印はリタイアだが、90%以上の距離を走行したため規定により完走扱い。